# Nungia epigynalis
Nungia epigynalis är en spindelart som beskrevs av Zabka 1985. Nungia epigynalis ingår i släktet Nungia och familjen hoppspindlar. Inga underarter finns listade i Catalogue of Life.